# Annika Enderle
Annika Enderle (* 22. September 2000) ist eine deutsche Fußballspielerin.

## Karriere

### Vereine
Enderle, die aus einer fußballbegeisterten Familie stammt, begann beim SV Ringingen, dem Erbacher Stadtteilverein, mit dem Fußballspielen. Als F-Jugendspielerin kam sie eine Zeit lang für den Partnerverein SV Pappelau-Beiningen zum Einsatz. Im Alter von 14 Jahren gehörte sie der Jugendabteilung des SV Alberweiler an, für die sie bis Saisonende 2016/17 in der Staffel Süd der B-Juniorinnen-Bundesliga 40 Spiele bestritt und dabei zwölf Tore erzielte. Von 2017 bis 2020 – in die Erste Mannschaft aufgerückt – bestritt sie 56 Punktspiele in der drittklassigen Regionalliga Süd, in denen sie 14 Tore erzielte. Ihr Debüt im Seniorenbereich gab sie am 3. September 2017 (1. Spieltag) beim 1:0-Sieg im Heimspiel gegen den SC Sand II; ihr erstes Tor im Seniorenbereich erzielte sie am 5. November 2017 (10. Spieltag) beim 8:0-Sieg im Auswärtsspiel gegen die SpVgg Greuther Fürth II, mit dem Treffer zum 6:0 in der 69. Minute.
Mit der Aufnahme ihres Studiums an der Sporthochschule Köln spielte sie ab der Saison 2020/21 – nunmehr als Stürmerin – für den in die drittklassige Regionalliga West aufgestiegenen Verein Bayer 04 Leverkusen II. In ihrer ersten Saison erzielte sie vier Tore in sechs Punktspielen, in der Folgesaison waren es bereits sieben Tore in 14 Punktspielen – und sie kam bereits für die Erste Mannschaft in der Bundesliga in neun Punktspielen zum Einsatz. Ihr Debüt gab sie am 14. November 2021 (8. Spieltag) bei der 1:7-Niederlage im Auswärtsspiel gegen die TSG 1899 Hoffenheim mit Einwechslung für Lisanne Gräwe zur zweiten Halbzeit. Ihr erstes Bundesligator erzielte sie am 24. April 2022 (20. Spieltag) bei der 1:2-Niederlage im Auswärtsspiel gegen Eintracht Frankfurt mit dem Führungstreffer in der 53. Minute.
Von 2023 bis zur vorzeitigen Vertragsauflösung zum 1. Januar 2025 spielte sie bei der SGS Essen. Im Anschluss wechselte sie zu Borussia Dortmund.

### Auswahlmannschaft
Enderle kam als Auswahlspielerin des Württembergischen Fußballverbandes am 19. und 20. März 2016 in zwei Spielen der Altersklasse U16 und vom 1. Oktober 2016 bis zum 3. Oktober 2017 in insgesamt sechs Spielen der Altersklasse U18 im Wettbewerb um den Länderpokal zu Einsätzen.

## Erfolge
- WFV-Pokal-Sieger 2017
- Deutscher Futsalmeister der B-Juniorinnen 2017

## Sonstiges
Als Spielerin der U17-Mannschaft des SV Alberweiler gewinnt sie am 12. März 2017 in Wuppertal mit dem 3:0-Sieg über die U17-Mannschaft des 1. FC Köln die Deutsche Hallenmeisterschaft der B-Juniorinnen im Futsal.